# Diga di Monte Lerno
La diga di Monte Lerno è uno sbarramento artificiale situato in territorio di Pattada, provincia di Sassari, ai piedi dell'massiccio montuoso da cui prende il nome. Realizzata sul Rio Mannu di Pattada genera il lago Lerno.
La diga, edificata tra il 1971 e il 1980, su progetto degli ingegneri Dino Malossi, Francesco Sensidoni, Paolo Cirillo  e collaudata soltanto il 1º agosto 2002, è di tipo murario a gravità ordinaria in calcestruzzo. Ha un'altezza, calcolata tra quota coronamento e punto più basso del piano di fondazione, di 67,50 metri e sviluppa un coronamento di 236,90 metri a 564,50 metri s.l.m.
Alla quota di massimo invaso, prevista a m 563,50 s.l.m, il bacino generato dalla diga ha una superficie dello specchio liquido di circa 4,720 km² mentre il suo volume totale è calcolato in 89,50 milioni di m³. La superficie del bacino imbrifero direttamente sotteso risulta pari a circa 16000 ettari.
L'impianto, di proprietà della Regione Sardegna, fa parte del sistema idrico multisettoriale regionale ed è gestito dall'Ente acque della Sardegna.

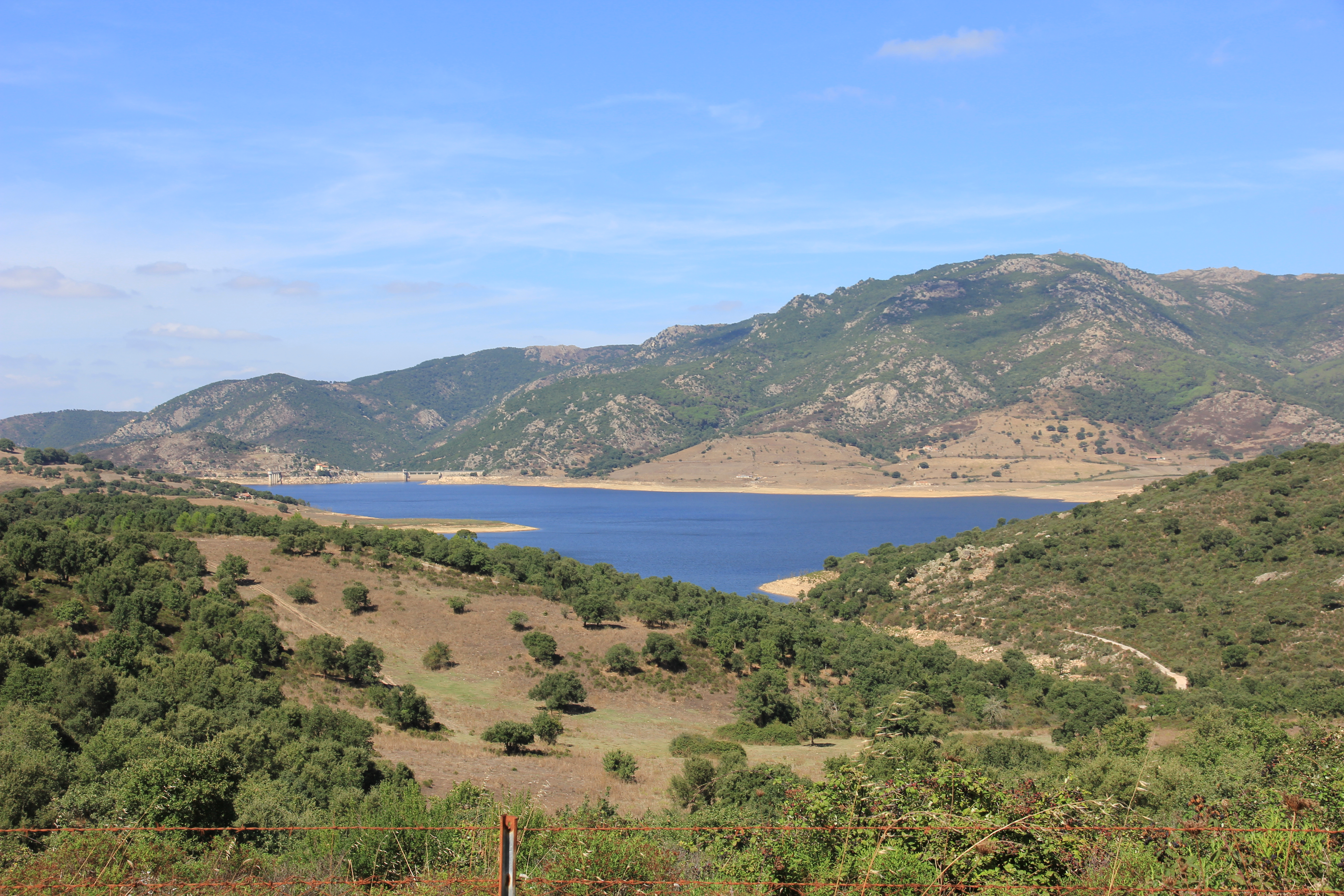
Il lago Lerno e il massiccio montuoso da cui prende il nome

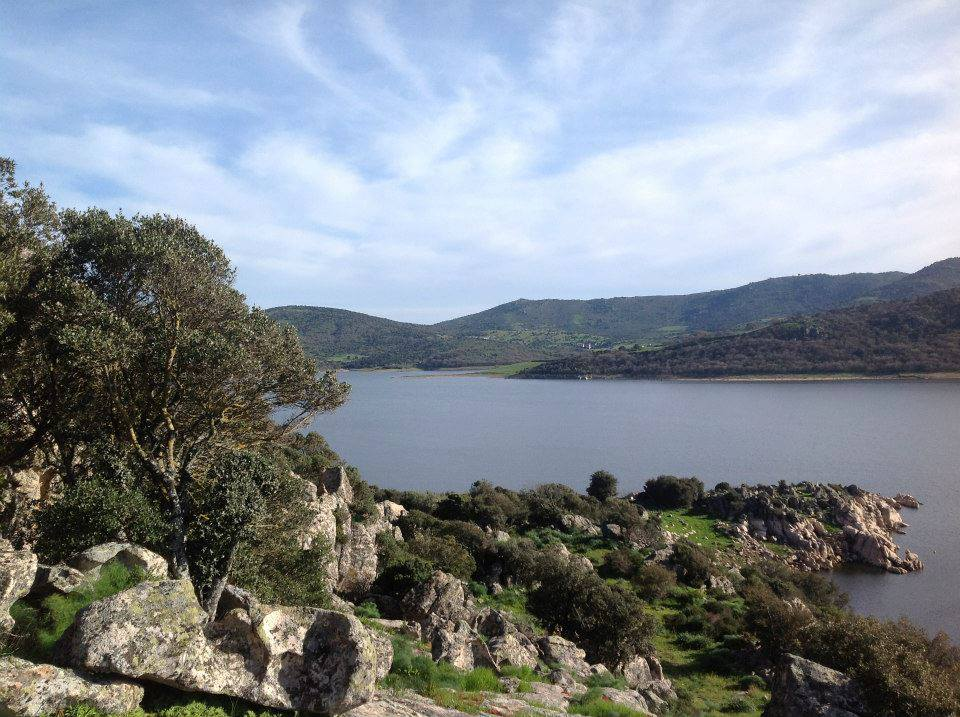
La riva del lago